# Banco Central de Colombia
Die Banco Central de Colombia, auch Banco Central de Bogotá oder einfach Banco Central genannt, war der zweite Versuch, eine staatliche Bank in Kolumbien zu gründen. Sie wurde 1905 von der Regierung von Rafael Reyes Prieto gegründet und verschwand 1909 als öffentliche Einrichtung, als sie durch die Junta de Conversión ersetzt wurde, obwohl sie bis zu ihrem Kauf durch die Banco de Bogotá im Jahr 1928 als Privatbank weiter existierte.

## Auflösung
Nach dem Sturz von Rafael Reyes und der Übernahme der Regierung von Carlos Eugenio Restrepo warf dieser der Bank vor, zu viel Geld ausgegeben zu haben und in die gleichen Machenschaften wie die Banco Nacional verwickelt zu sein, weshalb er den Vertrag über die Exklusivität der Geldausgabe brach und die Junta de Conversión gründete. Die Regierung Restrepo unternahm ebenfalls einen Versuch, eine Zentralbank zu gründen, als sie dem Haus Dreyfus et Cie eine Konzession erteilte, diesmal unabhängig und autonom, unter dem Namen Banco de la República, um die damals regierende Republikanische Partei zu ehren. Die Initiative scheiterte jedoch im November 1913 im Kongress, obwohl der vorgeschlagene Name für die 1923 gegründete Einrichtung, die heute die Aufgaben der kolumbianischen Zentralbank wahrnimmt, gerettet werden konnte.
Nachdem sie ihr Emissionsmonopol verloren hatte, existierte sie als Privatbank weiter. Ihre Banknoten blieben bis 1919 wertlos, bis sie von der Regierung wieder als Cédulas de Tesorería (Schatzanweisungen) ausgegeben wurden.

## Liste der Aktionäre
Vollständige Liste der Aktionäre gemäß Dekret 47 von 1905:
- José María Sierra S.
- Nemesio Camacho M.
- Pedro Jaramillo
- José de J. Salazar
- Federico Montoya
- Castro & Montoya
- Rodolfo González
- Justo Vargas
- Francisco Fonseca Plazas
- Ignacio Muñoz
- Alfonso Arango
- César Castro
- Camilo Carrizosa
- Agustín Mercado
- Julio Arboleda
- Francisco Sáenz P.
- Luis Cuervo Márquez
- Clímaco Mejía
- Santiago Vélez
- José Jesús Ospina
- Rafael Pinto
- Rufino Gutiérrez
- Simón Hurtado
- Jaime Córdoba
- José María Quijano Wallis
- Francisco Quintana
- Francisco Laserna